# Nadejda Leontievna Benois
Nadejda Leontievna Benois ou Nadia Benois (née le 17 mai 1896 à Saint-Pétersbourg et décédée le 8 décembre 1974) est une artiste-peintre, illustratrice, graphiste et décoratrice de théâtre russe.

## Biographie
Nadia Benois naît à Saint-Pétersbourg. Son père Leonti Benois est d’ascendance franco-russe. La famille Benois vit dans un grand hôtel particulier proche du théâtre Mariinsky de Saint-Pétersbourg et construit par son grand-père Nicolas Benois.
Elle commence ses études artistiques avec Alexandre Iacovleff, Vassili Choukhaïev (ru) et son oncle Alexandre Benois. Elle est diplômée de l'Académie des Beaux-Arts de Saint-Pétersbourg et travaille au théâtre Mariinsky.
En 1916, elle épouse un pilote russo-allemand, le baron Jona von Ustinov (surnommé Klop). Après la révolution russe de 1917, elle est indécise quant à émigrer.
Quand elle tombe enceinte en 1920, le couple émigre à Londres. Son fils Peter Ustinov y naît en 1921, et elle vivra tout le reste de sa vie en Angleterre.
Nadia Benois commence comme décoratrice pour les Ballets russes de Serge de Diaghilev. À partir de 1930, elle collabore avec Marie Rambert et sa Rambert Dance Company au Duchess Theatre de Londres où sa décoration du ballet Dark Elegies est remarquée.
Plus tard, elle travaille avec le Royal Ballet sur des productions de ballets par Tchaïkovsky.
Elle conçoit des costumes pour deux films dirigés par son fils Peter Ustinov : Vice Versa (1948) et Private Angelo (1949). 
Durant les années 1920 et 1930, elle participe à de nombreuses productions artistiques à Londres et à Paris.
Ses œuvres sont exposées dans des musées comme la Tate Gallery, le Carnegie Institute, la Galerie national d'Art de Nouvelle-Zélande, et dans d’autres collections du monde.